# Jerzy Jeszke
Jerzy Jeszke (phát âm tiếng Ba Lan: [ˈjɛʐɨ ˈjɛʂkɛ]; sinh ngày 2 tháng 11 năm 1958) là một nam diễn viên kiêm ca sĩ người Ba Lan. Ông là một trong những diễn viên kịch thành công nhất của Ba Lan.

## Cuộc đời và sự nghiệp
Sinh ra tại Bytów, ông bắt đầu quãng thời gian 4 năm học diễn xuất và ca hát tại "Studio" Danuta Baduszkowa vào năm 1976 và giành được tấm bằng tốt nghiệp vào năm 1980. Năm 17 tuổi, ông bắt đầu sự nghiệp tại Ba Lan: từ năm 1976 đến 1987 ông hoạt động tại nhà hát ở Gdynia, State Operetta (nay Teatr Roma) tại Warszawa, tiếp đó là nhà hát ở Chorzów, State Opera tại Wrocław và nhạc hội Krynica Jan Kiepura Festival. Từ năm 1987 đến 1992 ông có những lần đầu biểu diễn đầu tiên ở ngoài Ba Lan, ban đầu là hát đơn trong một dàn hợp xướng, từ năm 1990 trở đi ông hoạt đông với vai trò nghệ sĩ solo tại nhà hát ở Oberhausen, Đức. Năm 1992 ông giành được tấm bằng tốt nghiệp quốc tế của một ca sĩ opera tại Kammeroper, Vienna. Năm 1993, ông lần lượt làm khách mời tại Opera Spanga, Opera Royal de Wallonie, Opera Obihiro, Wiener Kammeroper. Năm 1994, nhân dịp Sir Cameron Mackintosh có lần tuyển vai chính cuối cùng ở Luân Đôn, Jerzy Jeszke đã được chọn diễn nhân vật "Kỹ sư" trong buổi công diễn "Miss Saigon" bằng tiếng Đức tại Stuttgart và là người đầu tiên đảm nhận vai này (các đơn vị sản xuất là Cameron Mackintosh Ltd. và Stella Musical Company). Năm 1995, sau buổi tuyển vai cuối cùng do Sir Cameron Mackintosh tổ chức tại Luân Đôn và Hamburg, ông là diễn viên đầu tiên hóa thân vào vai "Jean Valjean" trong buổi biểu diễn vở "Les Misérables" bằng tiếng Đức tại Nhà hát ở Duisburg (các đơn vị sản xuất là Cameron Mackintosh Ltd. và Stella Musical Company). Vở diễn sau đó giành giải Tony năm 1996 cho vở nhạc kịch hay nhất.

## Các tiết mục và giao lưu với khán giả
Các tiết mục của Jerzy Jeszke trải dài từ chanson (một bài hát tiếng Pháp) cho tới các vở nhạc kịch và opera, từ nhạc rock cho đến pop. Các buổi hòa nhạc và giao lưu với khán giả diễn ra tại Đức, Ba Lan, Ý, Hà Lan, Anh, Tây Ban Nha, Bồ Đào Nha, Thổ Nhĩ Kỳ, Mexico, Ai Cập, Cộng hòa Séc, Nga, Tunisia và Nhật Bản đã góp phần làm nên tên tuổi sự nghiệp của ông. Kể từ khi mới ra mắt khán giả năm 17 tuổi cho tới nay, Jerzy Jeszke đã biểu diễn hơn 60 tiết mục bằng 6 thứ tiếng, bất kể là dưới hình thức opera hay nhạc kịch đương đại. Những vai diễn nổi bật của ông gồm có "David" trong vở nhạc kịch "Seesaw" của Cy Coleman, "Judas" trong vở "Jesus Christ Superstar" của Andrew Lloyd Webber, "Prince Sou-Chong" trong vở "The Land of Smiles" của Franz Lehár, "Caramello" trong vở "One night in Venice" của Richard Strauss, "Pinkerton" trong vở "Madame Butterfly" của Puccini, "Jontek" trong vở "Halka" của Moniuszko và "Hoffmann" trong vở "The Tales of Hoffmann" của Jacques Offenbach.

## Lịch sử diễn xuất
| Năm                       | Tên vở diễn                             | Vai diễn                                 | Nơi tổ chức                                          |
| ------------------------- | --------------------------------------- | ---------------------------------------- | ---------------------------------------------------- |
| 07/2012–                  | The fearless Vampire Killers            | "Chagal"                                 | Theater des Westens, Berlin, D                       |
| 05/2012–                  | Sweeney Todd                            | "Beadle Bamford/Mr Fogg" (special guest) | Teatr Rozrywki, Chorzow, PL                          |
| 09/2010–                  | Spamalot                                | "King Arthur" (guest)                    | Teatr Muzyczny, Gdynia, PL                           |
| 02/2010 – 09/2010         | The fearless Vampire Killers            | "Chagal"                                 | Palladium-Theater, Stuttgart, D                      |
| 11/2008 – 02/2010         | The fearless Vampire Killers            | "Chagal"                                 | Metronom-Theater, Oberhausen, D                      |
| 2007–2008                 | The fearless Vampire Killers            | "Chagal"                                 | Theater des Westens, Berlin, D                       |
| 2007–2009                 | The King and I                          | "King"                                   | Anhaltisches Theater, Dessau, D                      |
| 2007–2008                 | Jesus Christ Superstar                  | "Jesus"                                  | Musikalische Komödie, Leipzig, D                     |
| 2003–2008                 | Les Misérables                          | "Jean Valjean"                           | Anhaltisches Theater, Dessau, D                      |
| 2003–2006                 | The fearless Vampire Killers            | "Chagal"                                 | Theater Neue Flora, Hamburg, D                       |
| 2003–2004                 | Les Misérables                          | "Jean Valjean"                           | Landestheater Detmold, D                             |
| 2002–2003                 | The Castle                              | "King Duncan"                            | Theater Nuremberg, D                                 |
| 2002                      | Miss Saigon                             | "Engineer"                               | Theatre ROMA Warsaw, PL                              |
| 1999–2001                 | The Phantom of the Opera                | "Phantom"                                | Theater Neue Flora, Hamburg, D                       |
| 1998                      | The Phantom of the Opera                | "Phantom" (guest)                        | Theater Neue Flora, Hamburg, D                       |
| 1997                      | Les Misérables                          | "Jean Valjean" (guest)                   | Teatr Muzyczny Gdynia, PL                            |
| 1996–1998                 | Les Misérables                          | "Jean Valjean"                           | Musicaltheatre Duisburg, D                           |
| ngày 8 tháng 10 năm 1995  | Les Misérables                          | "Jean Valjean" (guest)                   | Royal Albert Hall, London, GB                        |
| 1994–1995                 | Miss Saigon                             | "Engineer"                               | Musical-Hall Apollo-Theater, Stuttgart, D            |
| 1993                      | The Land of Smiles                      | "Prince Sou-Chong"                       | Städtisches Theater, Oberhausen, D                   |
| 1993                      | Rise and Fall of the City Mahagonny     | "Jimmy Mahoney"                          | Musicaltheater Dresden, D                            |
| 1992                      | The Tales of Hoffmann                   | "Hoffmann" (guest)                       | Spanga, Netherlands                                  |
| 1992                      | The Marriage of Figaro                  | "Don Basilio / Don Curzio" (guest)       | Opera Obihiro, Japan                                 |
| 1991                      | The Land of Smiles                      | "Prince Sou Chong"                       | Städtisches Theater, Oberhausen, D                   |
| 1991                      | The Christmas Story                     | "Bob Cratchit"                           | Städtisches Theater, Oberhausen, D                   |
| 1991                      | Romeo and Julia                         | "Tybald"                                 | Städtisches Theater, Oberhausen, D                   |
| 1990                      | Halka                                   | "Jontek"                                 | Städtisches Theater, Oberhausen, D                   |
| 1989                      | Madame Favart                           | "Hector"                                 | Städtisches Theater, Oberhausen, D                   |
| 1989                      | Fidelio                                 | "Prisoner"                               | Städtisches Theater, Oberhausen, D                   |
| 1987                      | Fallstaff                               | "Dr. Cajus"                              | Städtisches Theater, Oberhausen, D                   |
| 1987                      | Jesus Christ Superstar                  | "Judasz" (guest)                         | Teatr Muzyczny Gdynia, PL                            |
| 1986                      | Madame Butterfly                        | "Pinkerton"(guest)                       | State Opera Wrocław, PL                              |
| 1986                      | Seesaw                                  | "David" (guest)                          | State Operetta Warsaw (now: Theatre Roma Warsaw), PL |
| 1985                      | Seesaw                                  | "David" (guest)                          | Musical Theatre, Chorzow, PL                         |
| 1985                      | Księżniczka Czardasza                   | "Boni"                                   | State Operetta Warsaw (now: Theatre Roma Warsaw), PL |
| 1985                      | One Night in Venice                     | "Caramello"                              | State Operetta Warsaw (now: Theatre Roma Warsaw), PL |
| 1985                      | My Fair Lady                            | "Fred"                                   | State Operetta Warsaw (now: Theatre Roma Warsaw), PL |
| 1984                      | Boso, ale w ostrogach                   | "Student"                                | State Operetta Warsaw (now: Theatre Roma Warsaw), PL |
| 1984                      | Seesaw                                  | "David"                                  | State Operetta Warsaw (now: Theatre Roma Warsaw), PL |
| 1983                      | Bal w Sawoju                            | "Mustapha Bey"                           | State Operetta Warsaw (now: Theatre Roma Warsaw), PL |
| 1982                      | Rozkwit i Upadek Miasta Mahagonny       | "Jimm"                                   | Teatr Muzyczny Gdynia, PL                            |
| 1982                      | Uciechy Staropolskie                    | "Sługa"                                  | Teatr Muzyczny Gdynia, PL                            |
| 1981                      | Wielki Świat                            | "Terrorysta"                             | Teatr Muzyczny Gdynia, PL                            |
| 1980                      | Kolęda Nocka                            | "Kolędnik"                               | Teatr Muzyczny Gdynia, PL                            |
| 1980                      | Piraci                                  | "Fryderyk"                               | Teatr Muzyczny Gdynia, PL                            |
| 1980                      | Słowik                                  | "Dworzanin"                              | Teatr Muzyczny Gdynia, PL                            |
| 1980 (dyplom IV roku SWA) | Alicja w Krainie Czarów                 | "Lokaj Żaba / Fałszywy Żółw"             | Teatr Muzyczny Gdynia, PL                            |
| 1979                      | Cud Mniemany, czyli Krakowiacy i Górale | "Jonek"                                  | Opera Leśna, Sopot, PL                               |
| 1979                      | Nowy Don Kiszot, czyli Sto Szaleństw    | "Wieśniak VII"                           | Teatr Muzyczny Gdynia, PL                            |
| 1979                      | Sekretny Przystanek                     | "Żołnierz"                               | Teatr Muzyczny Gdynia, PL                            |
| 1978                      | Bal w Operze                            | "Gość"                                   | Teatr Muzyczny Gdynia, PL                            |
| 1978                      | Nasz Człowiek w Hawanie                 | "Zespół"                                 | Teatr Muzyczny Gdynia, PL                            |
| 1978                      | Stan Wyjątkowy                          | "Żołnierz"                               | Teatr Muzyczny Gdynia, PL                            |
| 1978                      | Iwan Groźny                             | "Rosyjski Rycerz"                        | Polish TV, Gdańsk, PL                                |
| 1978                      | Kram Karoliny                           | "Lalkarz/Arlekin"                        | Teatr Muzyczny Gdynia, PL                            |
| 1977                      | Zielony Gil                             | "Strażnik"                               | Teatr Muzyczny Gdynia, PL                            |
| 1977                      | Pinokio                                 | "Zespół"                                 | Opera Leśna, Sopot, PL                               |
| 1977                      | Szwejk                                  | "Tragarz / Policjant"                    | Teatr Muzyczny Gdynia, PL                            |
| 1976                      | Fontanna z Neptunem                     | "Mieszczanin"                            | Teatr Muzyczny Gdynia, PL                            |
| 1976                      | Promises-Promises                       | "Zespół"                                 | Teatr Muzyczny Gdynia, PL                            |
| 1976                      | Skowronek                               | "Zespół"                                 | Teatr Muzyczny Gdynia, PL                            |